# HK Dynamo Poltawa
L'Handball Klub Dynamo Poltawa è una squadra di pallamano maschile ucraina, con sede a Poltava.
È stata fondata nel 1996.

## Palmarès

### Trofei nazionali
- Campione dell'Ucraina: 1
  - 2011-12.